# Atletism la Jocurile Olimpice de vară din 1924 - Săritura în înălțime (masculin)
Proba masculină de săritură în înălțime de la Jocurile Olimpice de vară din 1924 a avut loc în perioada 6–7 iulie 1924. Au concurat 27 de săritori în înălțime din 17 țări. Numărul maxim de atleți dintr-o singură țară a fost de 4.

## Recorduri
Înaintea acestei competiții, recordurile mondiale și olimpice erau următoarele:
| Record           | Atlet                 | Rezultat | Loc                   | Data           |
| ---------------- | --------------------- | -------- | --------------------- | -------------- |
| Recordul mondial | Harold Osborn (USA)   | 2,03 m   | Urbana, Statele Unite | 27 mai 1924    |
| Recordul olimpic | Richmond Landon (USA) | 1,936 m  | Antwerp, Belgia       | 17 august 1920 |

## Program
| Data                   | Oră   | Etapă      |
| ---------------------- | ----- | ---------- |
| Duminică, 6 iulie 1924 | 14:00 | Calificări |
| Luni, 7 iulie 1924     | 15:00 | Finala     |

## Rezultate

### Calificări
Calificările au avut loc duminică, 6 iulie 1924. Săritorii trebuiau să treacă de înălțimea de 1,83 metri pentru a se califica în finală. Nouă săritori în înălțime au reușit să depășească această înălțime și s-au calificat în finală. Cinci concurenți nu au reușit să depășească nicio înălțime.
| Loc | Sportiv              | Țară                       | Înălțime | Note |
| --- | -------------------- | -------------------------- | -------- | ---- |
| 1   | Leroy Brown          | Statele Unite ale Americii | 1,83     | C    |
| 1   | Jenő Gáspár          | Ungaria                    | 1,83     | C    |
| 1   | Pierre Guilloux      | Franța                     | 1,83     | C    |
| 1   | Sverre Helgesen      | Norvegia                   | 1,83     | C    |
| 1   | Helge Jansson        | Suedia                     | 1,83     | C    |
| 1   | Pierre Lewden        | Franța                     | 1,83     | C    |
| 1   | Harold Osborn        | Statele Unite ale Americii | 1,83     | C    |
| 1   | Tom Poor             | Statele Unite ale Americii | 1,83     | C    |
| 1   | Lawrence Roberts     | Africa de Sud              | 1,83     | C    |
| 10  | Édouard Barbazan     | Franța                     | 1,80     |      |
| 10  | Jean Hénault         | Belgia                     | 1,80     |      |
| 10  | Mikio Oda            | Japonia                    | 1,80     |      |
| 10  | Ivar Sahlin          | Suedia                     | 1,80     |      |
| 10  | Larry Stanley        | Irlanda                    | 1,80     |      |
| 15  | Silvio Cator         | Haiti                      | 1,75     |      |
| 15  | Robert Dickinson     | Marea Britanie             | 1,75     |      |
| 15  | Valter Ever          | Estonia                    | 1,75     |      |
| 15  | Josef Machaň         | Cehoslovacia               | 1,75     |      |
| 19  | Antonios Karyofyllis | Grecia                     | 1,70     |      |
| 19  | Bror Kraemer         | Finlanda                   | 1,70     |      |
| 19  | Giuseppe Palmieri    | Italia                     | 1,70     |      |
| 21  | Jack Miller          | Canada                     | 1,65     |      |
| —   | Édouard Dupiré       | Franța                     | FM       |      |
| —   | Robert Juday         | Statele Unite ale Americii | FM       |      |
| —   | Crawford Kerr        | Marea Britanie             | FM       |      |
| —   | Mikuláš Kucsera      | Cehoslovacia               | FM       |      |
| —   | Arthur Willis        | Marea Britanie             | FM       |      |

### Finala
Finala a avut loc pe 7 iulie 1924.
| Loc | Sportiv          | Țară                       | Înălțime | Note |
| --- | ---------------- | -------------------------- | -------- | ---- |
| 1   | Harold Osborn    | Statele Unite ale Americii | 1,98     | RO   |
| 2   | Leroy Brown      | Statele Unite ale Americii | 1,95     |      |
| 3   | Pierre Lewden    | Franța                     | 1,92     |      |
| 4   | Tom Poor         | Statele Unite ale Americii | 1,88     |      |
| 5   | Jenő Gáspár      | Ungaria                    | 1,88     |      |
| 6   | Helge Jansson    | Suedia                     | 1,85     |      |
| 7   | Pierre Guilloux  | Franța                     | 1,85     |      |
| 8   | Lawrence Roberts | Africa de Sud              | 1,83     |      |
| 8   | Sverre Helgesen  | Norvegia                   | 1,83     |      |